# Офремовский погост
Офремовский погост — административно-территориальная единица Рузского уезда Шелонской пятины Новгородской земли до губернской реформы 1775 года Екатерины II. 
Центр — исчезнувшее в XX веке Ефремово, ныне — урочище Красное Ефремово на реке Порусья. Территория погоста сильно заболочена, так как находилась на окраине Рдейского болота. 
Назван в честь святого Ефрема. 

## История
Офремовский и Чертицкий погосты находились к югу от озера Ильмень. 
В 1539 году боярский сын Меньшик (Меньшой) Григорьевич Айгустов   утратил в Офремовском погосте деревни Лушево и Слобонежицы.
По книге сбора поезжей пошлины 7085(15 года ) по Деревской десятины Новгородского дома Святой Софии  «Из Офремова городка у николского попа Стефана взяти подъезда полтина и 2 денги, а за куницу гривна. Из Офремовского погоста из селца из Добрыниц с выставки с Редьи реки у троицкого попа Сергея взяти подъезда полгривны без денги, то и за куницу». То есть, в то время существовало укрепление вокруг центра погоста — «городок», при центре погоста Офремово — была церковь Никола Чудотворца.
Там же «Из Офремовского погоста с выставки с Ыванцова с реки с Порусьи у борисоглебского попа Семена взяти подъезда и за десятину по грамоте рубль московской. Взято по старине подъезда 15 алтын и 4 денги. Платил сам поп Семен генваря в 22 день»
«Из Офремовского погоста с выставки с Пруцка у пятницкого попа Артемья взяти подъезда и за десятину и за казенную пошлину по грамоте рубль московской» 
В 1614 граф Делагарди пишет что «что в Ромашевском, Черештинском, Коломенском и Офремовском погостах ... от воровских и немецких людей побиты многие крестьяне»
Во время шведской оккупации 1611-1617 годов к погосту относилось 253 населённых пункта.

## Населённые пункты[9]
- Ефремово(Офремово)
- Блазниха
- Векшино
- Борок
- Горка
- Грибово(Грибаново на  Порусьи)[10]
- Добрыницы
- Заболотье [11]
- Зуи (Перемерно, Перемерка)
- Иванцово
- Кошельково
- Лушево
- Моглец (Меглецо, Меглец на Порусьи)[12]
- Поддорье[13]
- Пруцк, сельцо Прусское Кирилово, Пруско, Прудск у озера Прудского, с церковью Параскевы Пятницы[14][8]
- Слобонежицы
- Цапово[15]